# Fedarene
FEDARENE (Federazione Europea delle Agenzie e delle Regioni per l'Energia e l'Ambiente) è la rete europea delle agenzie e delle regioni che realizzano e coordinano le politiche energetiche ed ambientali sui propri territori. Ha come membri i governi regionali e provinciali, agenzie regionali e locali che si occupano di energia ed ambiente.
FEDARENE è un'associazione senza fini di lucro e conta tra i suoi membri 80 regioni di 23 paesi Europei.

## Valori e organizzazione
FEDARENE è un'organizzazione non a scopo di lucro che ha come fine di rafforzare gli scambi e le collaborazioni nel campo dell'energia rinnovabile e dell'ambiente tra le regioni e le agenzie energetiche e le istituzioni Europee.

## Storia
Rhône-Alpes, Provence-Alpes-Côte-d'Azur, Wallonia, País Vasco, Aquitaine e Nord-Pas-de-Calais spinte dal desiderio di far sentire, a livello europeo, la voce delle regioni in materia di ambiente ed energia, fondarono il 6 giugno 1990 la Federazione Europea delle Agenzie e delle Regioni per l'Energia e per l'Ambiente (FEDARENE).

## Attività
Lo scopo di FEDARENE è quello di promuovere lo sviluppo degli scambi interregionali, delle partnership e della cooperazioni nell'ambito dei progetti Europei; aiutare le regioni europee a sviluppare politiche volontarie in materia di energia rinnovabile ed efficienza energetica; rappresentare e promuovere la dimensione regionale e locale nei dibattiti europei relativi all'energia e all'ambiente.
Inoltre, partecipa attivamente a diversi progetti Europei. Tra questi si evidenziano: OPENGELA, Energy Efficiency Watch 4, InentAir C-Track 50 Pegasus RELaTED. Essa fa parte del consorzio di reti del movimento del  'Patto dei Sindaci'.
FEDARENE è stata anche impegnata in progetti, quali: biogas (biogaz-régions), biometano (biométhane-régions), osservatori regionali dei gas a effetto serra (ENERGee-Watch), progetti mirati allo sviluppo sostenibile e rurale (come InventAir). 
Dal progetto Climatic Regions è nata La Rete Europea degli Osservatori Regionali dell'Energia e delle Emissioni dei Gas serra ENERGee-Watch. FEDARENE è attualmente responsabile del coordinamento della rete ed ha offerto un prezioso contributo per il suo lancio e la sua creazione.

## Organizzazione
Il consiglio d'amministrazione è composto da sedici membri, di cui un Presidente, un Segretario Generale, un Tesoriere e 11 Vice-Presidenti. L'Assemblea Generale ha luogo una volta all'anno ed è incaricata di prendere le principali decisioni. I componenti del consiglio d'amministrazione provengono da diverse regioni e province: Distretto di Alba (RO), Alvernia-Rodano-Alpi (FR), Berlino (DE), Castilla y León (ES), Croazia Nordoccidentale (HR), Ile de France(FR), Finlandia centrale (FI), Isole egee (GR), Severn Wye (UK), Liguria, (IT), Southeast Sweden (SE), Tipperary (IE), Oberösterreich (AT), Regione Wallonne (BE).